# Bonito de Minas
Bonito de Minas este un oraș în unitatea federativă Minas Gerais (MG), Brazilia.